# Liste der Naturdenkmale in Hessigheim
| Naturdenkmale | Anzahl |
| ------------- | ------ |
| FND           | 6      |
| END           | 0      |
| Gesamt        | 6      |

Die Liste der Naturdenkmale in Hessigheim nennt die verordneten Naturdenkmale (ND) der im baden-württembergischen Landkreis Ludwigsburg liegenden Gemeinde Hessigheim. In Hessigheim gibt es insgesamt sechs als Naturdenkmal geschützte Objekte, davon sind alle flächenhafte Naturdenkmale (FND), keines ist ein Einzelgebilde-Naturdenkmal (END).
Stand: 30. Oktober 2016.

## Flächenhafte Naturdenkmale (FND)
| Name                                      | Bild | Kennung     | Einzelheiten            | Position | Fläche Hektar | Datum        |
| ----------------------------------------- | ---- | ----------- | ----------------------- | -------- | ------------- | ------------ |
| Ehemaliger Steinbruch im Gewann Steig     | BW   | 81180280003 | Hessigheim              | ⊙        | 0,6           | 7. Juli 1989 |
| Felsband am Käsberg                       | BW   | 81180280004 | Hessigheim              | ⊙        | 0,1           | 7. Juli 1989 |
| Felsband am Käsberg                       | BW   | 81180530006 | Hessigheim, Mundelsheim | ⊙        | 0,2           | 7. Juli 1989 |
| Klinge am „Wurmberg“                      | BW   | 81180280002 | Hessigheim              | ⊙        | 0,1           | 7. Juli 1989 |
| Klinge nordwestlich der "Felsengärten"    | BW   | 81180280001 | Hessigheim              | ⊙        | 0,5           | 7. Juli 1989 |
| Steinriegel und Ödflächen im Gewann Steig | BW   | 81180280005 | Hessigheim              | ⊙        | 0,6           | 2. Apr. 1993 |
| Legende für Naturdenkmal                  |      |             |                         |          |               |              |